# Niels Duinker
Niels Duinker (Rotterdam, 9 augustus 1985) is een Nederlands professioneel jongleur, die meerdere titels bij het Nederlands Kampioenschap Jongleren behaald heeft.

## Carrière
Duinker startte op dertienjarige leeftijd met het geven van publieke optredens en ging deel uitmaken van het Rotterdamse jeugdcircus. In 2003 was hij de eerste jongleur uit de Benelux die met zeven kegels op het podium jongleerde. Dit gebeurde op het Europees Jongleerfestival in Denemarken op zijn 18e verjaardag. Het jaar daarop behaalde hij een tweede plaats in de categorie "Intermediate Ball Championships" bij het Wereldkampioenschap Sport jongleren in Las Vegas. Bij het Nederlands Kampioenschap Jongleren in 2005 behaalde hij twee gouden medailles en in 2006 won hij goud bij de "Extreme Juggling Championships" in Amerika. In het voorjaar van 2006 trad Duinker op in het programma van cabaretier Freek de Jonge. In 2007 won hij wederom enkele medailles op het Nederlands Kampioenschap. In het najaar van 2007 trad Duinker drie maanden lang op met een eigen show in Huis Ten Bosch, het grootste pretpark van Japan in Nagasaki. In 2011 trad hij op aan boord van cruiseschepen van de Holland Amerikalijn. In 2012 jaar werd hij in maart verkozen tot “Variety Act of the Year” 2012 door de International Magicians Society.